# Lobizon otamendi
Pour les articles homonymes, voir Otamendí.
Espèce
Lobizon otamendi est une espèce d'araignées aranéomorphes de la famille des Lycosidae.

## Distribution
Cette espèce est endémique de la province de Buenos Aires en Argentine,.

## Description
Le mâle holotype mesure 2,87 mm et la femelle paratype 3,97 mm.

## Étymologie
Son nom d'espèce lui a été donné en référence au lieu de sa découverte, le réserve naturelle Otamendi (es).

## Publication originale
- Piacentini & Grismado, 2009 : Lobizon and Navira, two new genera of wolf spiders from Argentina (Araneae: Lycosidae). Zootaxa, no 2195, p. 1-33.